# Aplectrum hyemale
Aplectrum hyemale ist eine Orchideen-Art aus Nordamerika. Es ist die einzige Art der Gattung Aplectrum. Sie entwickelt im Herbst ein einzelnes Blatt, welches überwintert und zur Blütezeit im Frühjahr verwelkt. Die Pflanzen erreichen eine Höhe von 20 bis 50 Zentimeter.

## Beschreibung

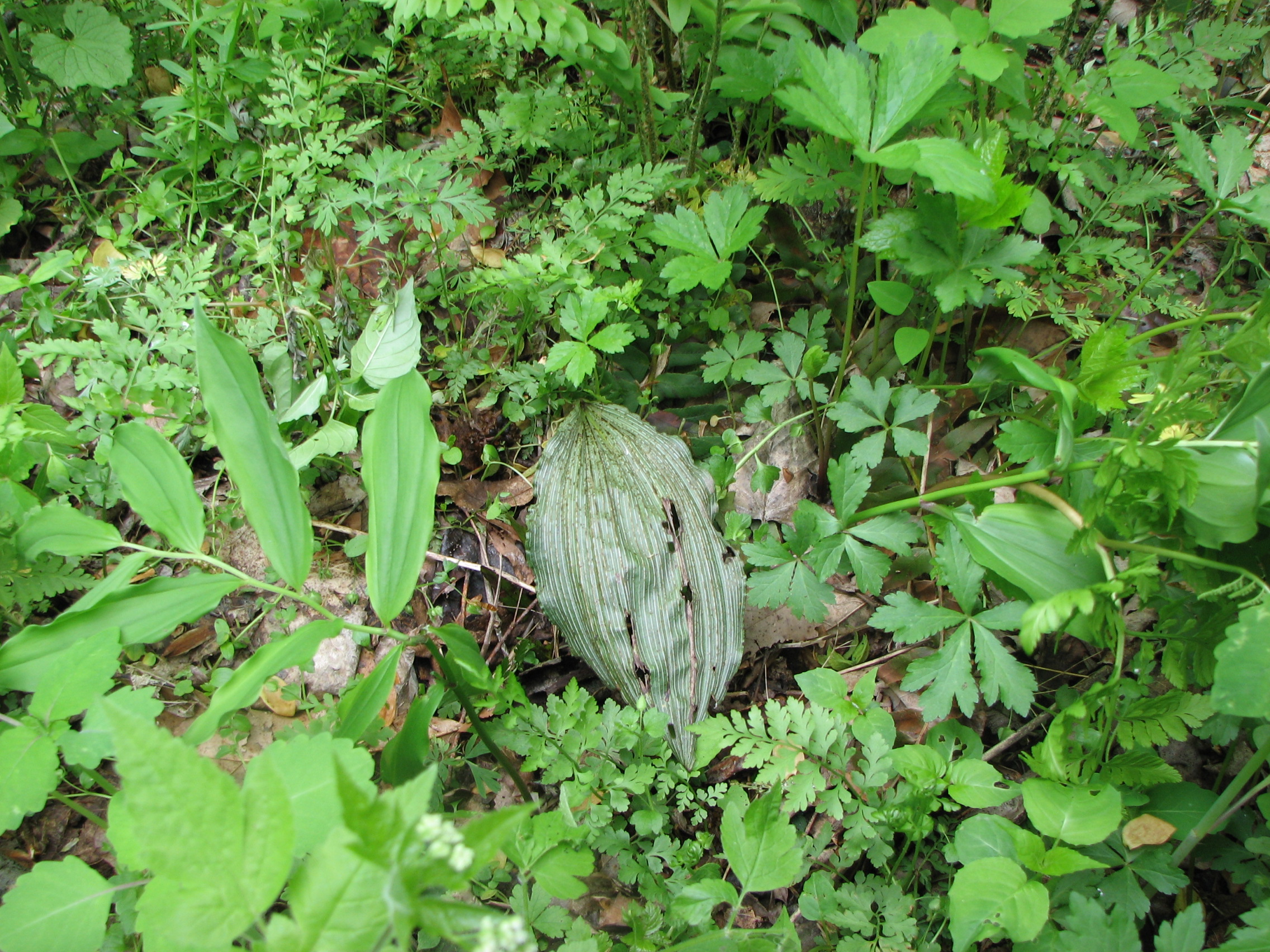
Blatt

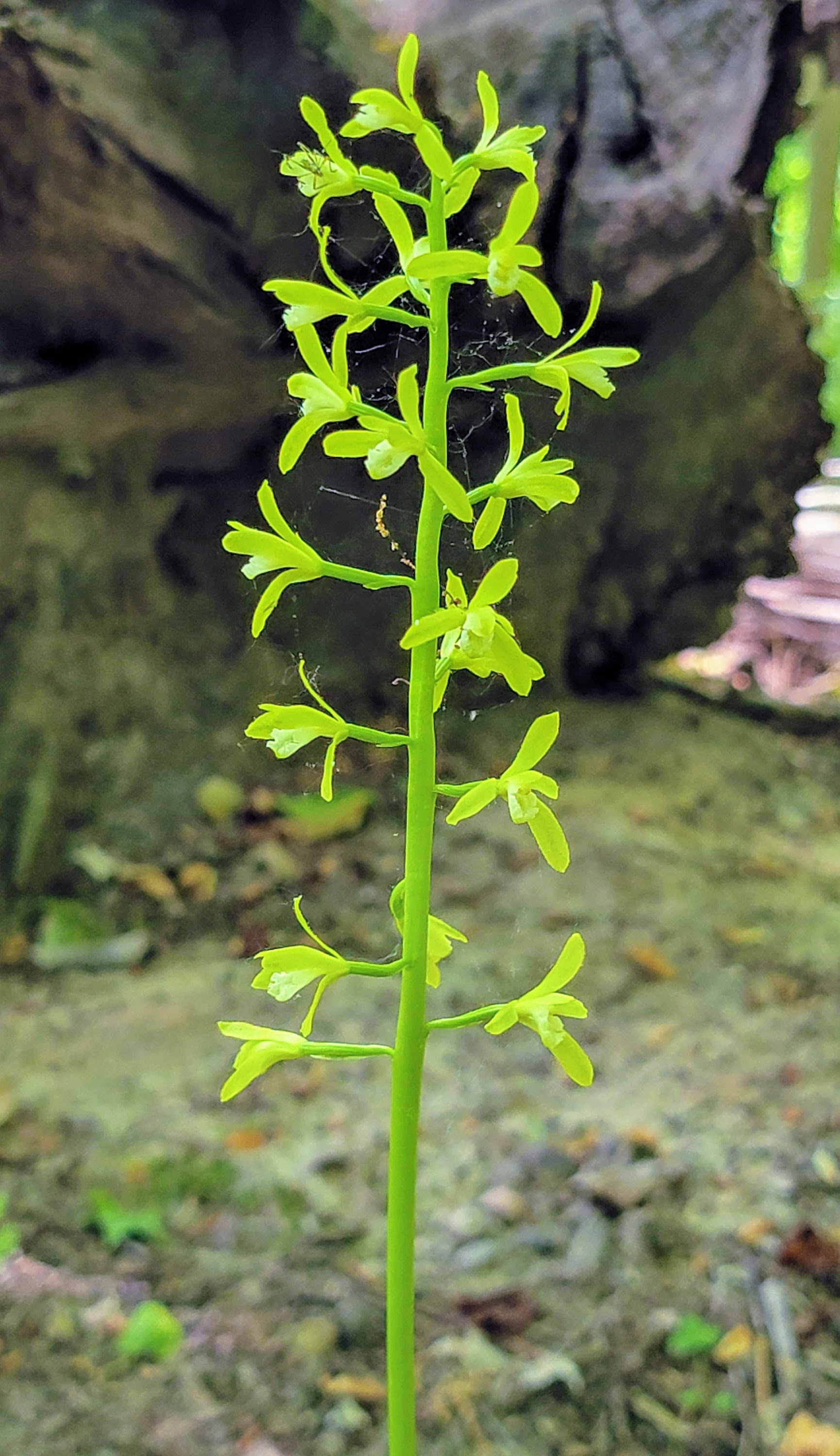
Aplectrum hyemale var. pallidum

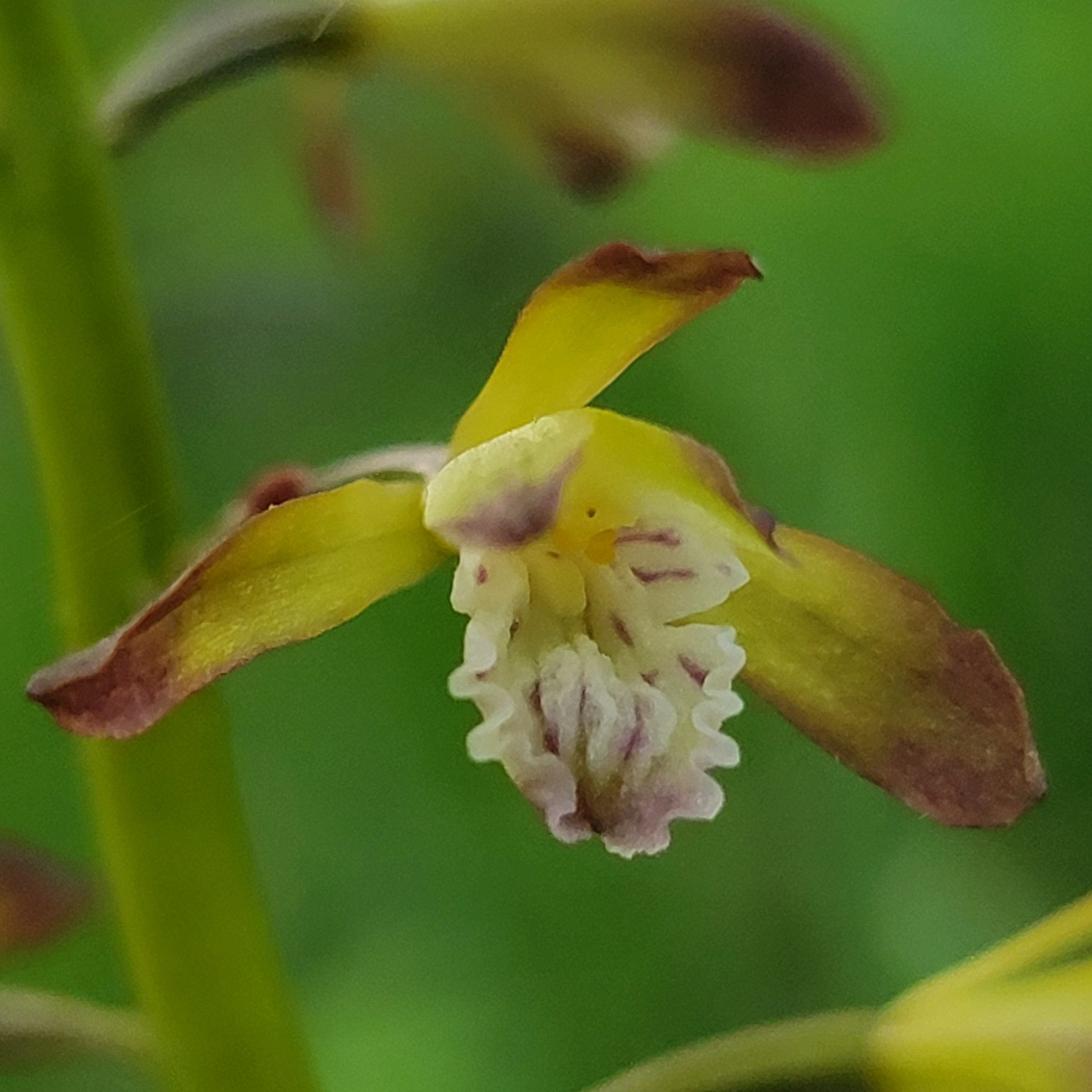
Blüte

Bei Aplectrum hyemale handelt es sich um ausdauernde, krautige Pflanzen. Unterirdisch bilden sie ein dünnes Rhizom, an dem sich jährlich eine neue Sprossknolle bildet. Die Wurzeln entspringen an der Unterseite der Knolle, sie sind weiß, etwas fleischig, mit einem Velamen radicum von einer Zellschicht Dicke umgeben. Besonders bei jungen Pflanzen findet sich ein verdicktes, verzweigtes Rhizom, das vermehrt Mykorrhiza-Pilze enthält.
Aus der Sprossknolle treibt im Herbst ein einzelnes Laubblatt. Das Blatt ist oval, es misst etwa zehn bis zwanzig Zentimeter Länge bei drei bis acht Zentimeter Breite. Die Textur ist dünn, längs der hervortretenden Blattadern gefältelt (plikat). Die Oberseite ist dunkelgrün mit weißlichen Blattadern, die Unterseite dunkel bräunlich rot oder grünlich rot. Die Basis ist gestielt, das Ende läuft spitz zu. Während das Blatt aufrecht austreibt, neigt es sich später waagrecht, es verwelkt im Frühjahr zur Blütezeit.
Der Blütenstand erscheint seitlich aus der Sprossknolle. Der Blütenstandsstiel ist von röhrenförmigen Hochblättern umhüllt. Die Tragblätter sind klein (drei bis sieben Millimeter lang) und zugespitzt. Die resupinierten Blüten sitzen in einer lockeren, vielblütigen Traube. Die Blütenblätter sind grünlich oder gelblich gefärbt und etwas bräunlich-rot überlaufen, nur die Lippe ist weiß mit rötlicher Zeichnung. Die Sepalen sind weit ausgebreitet, die Petalen weisen parallel zur Säule nach vorn. Die Lippe ist dreilappig, die Seitenlappen stehen aufrecht, der mittlere Lappen ist größer und endet stumpf mit gewelltem Rand. Am Grund der Lippe sitzen drei längs verlaufende fleischige Schwielen. Die Säule ist länglich geformt, sie trägt am Ende die konkav eingesenkte Narbe und das Staubblatt. Dieses enthält vier Pollinien, die über ein Stielchen (Hamulus) mit der Klebscheibe (Viscidium) verbunden sind. Die Kapselfrucht ist oval, etwa 1,5 bis drei Zentimeter lang bei einem Zentimeter Durchmesser, mit deutlich hervortretenden Rippen, zur Reifezeit am kurzen Blütenstiel herabhängend.

## Verbreitung
Aplectrum hyemale kommt im Nordosten der USA und im angrenzenden Kanada vor. Die Verbreitung deckt sich etwa mit der der laubabwerfenden Wälder im Osten Nordamerikas. Die Pflanzen wachsen in Höhenlagen von 0 bis 1200 Meter. Die Standorte liegen meist im Unterwuchs laubabwerfender Wälder, Bachufer und Auwälder werden besiedelt, auch Torfmoore und Sümpfe.

## Systematik und botanische Geschichte
Die monotypische Gattung Aplectrum gehört zur Tribus Calypsoeae. Innerhalb dieser Gruppe sind die nächst verwandten Gattungen Corallorhiza, Cremastra, Govenia und Oreorchis.
Die Art wurde von Willdenow erstmals 1805 als Cymbidium hyemale in Species Plantarum. Editio Quarta Band 4, Teil 1, Seite 107 erstbeschrieben, wobei er sich bei der Namenswahl auf Gotthilf Henry Ernest Muhlenberg bezog. Der Artname hyemale (lat. „winterlich“) beschreibt das überwinternde Blatt, als deutschen Namen schlug Willdenow „Winter-Kahnlippe“ vor. 1818 stellte Thomas Nuttall sie in eine andere Gattung, Corallorhiza, ordnete sie dort aber separat von anderen Arten unter der Überschrift Aplectrum ein. Der Name Aplectrum kommt aus dem griechischen, aplectron, und bedeutet „ohne Sporn“. In manchen Publikationen wird Nuttall als Autor der Gattung Aplectrum angesehen, während andere erst in John Torreys Veröffentlichung von 1826 eine gültige Gattungsbeschreibung sehen. Maekawa stellte 1971 noch eine weitere Art zur Gattung Aplectrum, die vorher als Cremastra unguiculata bekannt war; dies wird jedoch durch neuere Untersuchungen zurückgewiesen.

## Nutzung
Verschiedene nordamerikanische Indianer verwendeten die Knollen zu medizinischen Zwecken. Auch ein Leim ließ sich daraus herstellen.